# 黄体生成素

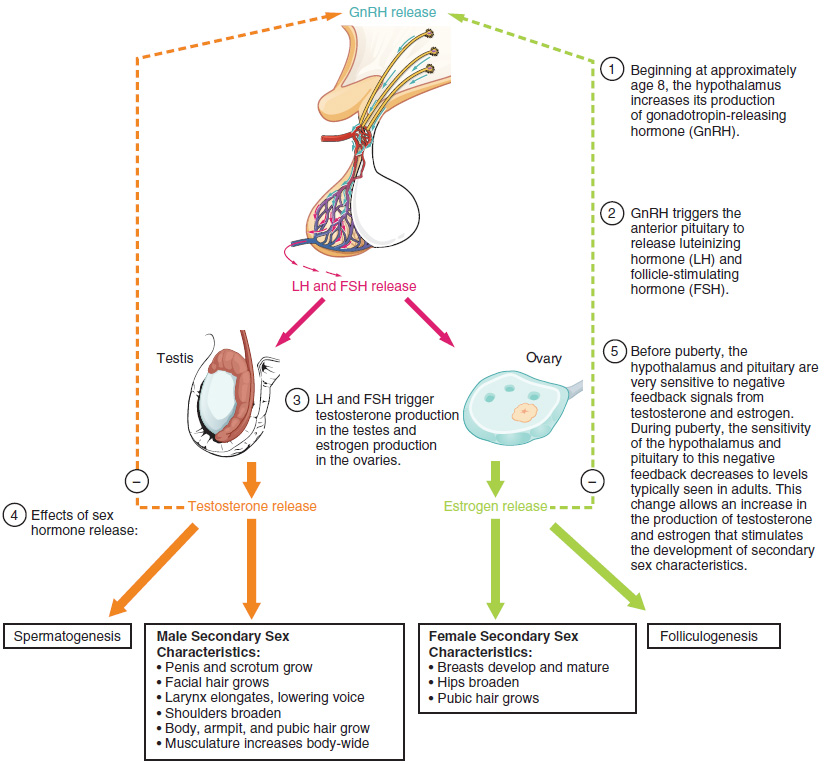
Figure 28 03 01

黄体化激素（英語：Luteinizing hormone，縮寫：LH），是一种在脑下垂体前叶合成的荷尔蒙。它的形成是受到促性腺激素释放激素(GnRH)的控制。
在女性体內，黄体化激素会刺激卵巢释放卵子，它的周期性的极速上升导致每月的排卵的发生，排卵試紙會以此方式預測排卵時間。此外，黄体化激素也会刺激孕酮与雌激素的生产以及黄体的成长。
在男性体內，黄体化激素刺激睾丸中睾丸间质细胞（莱迪希细胞，Leydig Cell）合成睾丸素。
| 人群       | 范围（mIU/mL） |
| ---------- | -------------- |
| 绝经期妇女 | 10-200         |
| 育龄妇女   | 基础范围：5-20 |
| 育龄妇女   | 峰值：40-200   |
| 男性       | 2-15           |

## 外部連結
- 醫學主題詞表（MeSH）：Luteinizing+Hormone